# آرثر راندولف كيلي
آرثر راندولف كيلي (بالإنجليزية: Arthur Randolph Kelly)‏ (و. 1900 – 1979 م) هو عالم الإنسان، وعالم آثار من الولايات المتحدة الأمريكية .

## التعليم
تعلم في جامعة هارفارد، وجامعة تكساس، أوستن.

## مناصب وهيئات
أدار جامعة جورجيا.